# Jordanów (comune rurale)
Jordanów è un comune rurale polacco del distretto di Sucha, nel voivodato della Piccola Polonia.
Ricopre una superficie di 92,65 km² e nel 2004 contava 10 431 abitanti.
Il capoluogo è Jordanów, che non fa parte del territorio ma costituisce un comune a sé.